# Rik van de Langenberg
Rik van de Langenberg (Breda, 9 september 1981) is een Nederlandse voetballer (aanvaller) die onder contract heeft gestaan bij TOP Oss. Hij speelde eerder voor FC Eindhoven. Tot en met het seizoen 2021-2022 speelde hij bij  RKVV Jeka 4 in Breda. 
Van de Langenberg maakte zijn debuut in het betaalde voetbal op 5 oktober 2001 tegen Go Ahead Eagles.

## Carrière
| Seizoen   | Club         | Wedstrijden | Doelpunten | Competitie     |
| --------- | ------------ | ----------- | ---------- | -------------- |
| 2001/02   | Eindhoven    | 12          | 1          | Eerste divisie |
| 2002/03   | Eindhoven    | 31          | 5          | Eerste divisie |
| 2003/04   | FC Eindhoven | 36          | 7          | Eerste divisie |
| 2004/05   | FC Eindhoven | 34          | 10         | Eerste divisie |
| 2005/06   | FC Eindhoven | 33          | 1          | Eerste divisie |
| 2006/07   | FC Eindhoven | 24          | 4          | Eerste divisie |
| 2006/07   | TOP Oss      | 11          | 5          | Eerste divisie |
| 2007/08   | TOP Oss      | 10          | 0          | Eerste divisie |
| 2019/2020 | JEKA         | 26          | 14         | Res 3e Kl.     |
| 2020/2021 | JEKA         | 2           | 0          | Res 3e Kl.     |
| Totaal    |              | 191         | 33         |                |